# Мар'яна Сербезова
Мар'яна Сербезова (болг. Марияна Сербезова; нар. 15 листопада 1959) — болгарська спортсменка, академічна веслувальниця, бронзова призерка Олімпійських ігор з академічного веслування в четвірці парній з рульовим, срібна призерка чемпіонату світу.

## Спортивна кар'єра
На чемпіонаті світу 1979 Сербезова стала срібною призеркою в змаганнях четвірок парних з рульовою.
На Олімпійських іграх 1980, за відсутності на Олімпіаді через бойкот ряду команд західних та ісламських країн, Накова у складі четвірки парної з рульовою у фінальному заїзді прийшла до фінішу третьою, завоювавши разом з подругами Долорес Наковою, Румеляною Бончевою, Анкою Баковою та рульовою Анкою Георгієвою бронзову нагороду.
1986 року на чемпіонаті світу у складі команди в змаганнях четвірок парних була четвертою.